# 文艺复兴世界巡回演唱会
文艺复兴世界巡演是美国创作型歌手碧昂丝正进行的第九次巡回演唱会。为了支援自己的第七张录音室专辑Renaissance (2022)，碧昂丝于 2023 年 2 月 1 日宣布举办第九次巡回演唱会。演唱会于 2023 年 5 月 10 日在瑞典斯德哥尔摩最大的体育场——友谊竞技场开始举办。这是她继 2016 年Formation 世界巡演后的，第四次全场巡回赛和第二次全场个人巡回赛，總參與人數高達270萬人，創造超過5.8億美元的票房收入，帶動美國經濟近45億美元的經濟效益。